# Aeronca

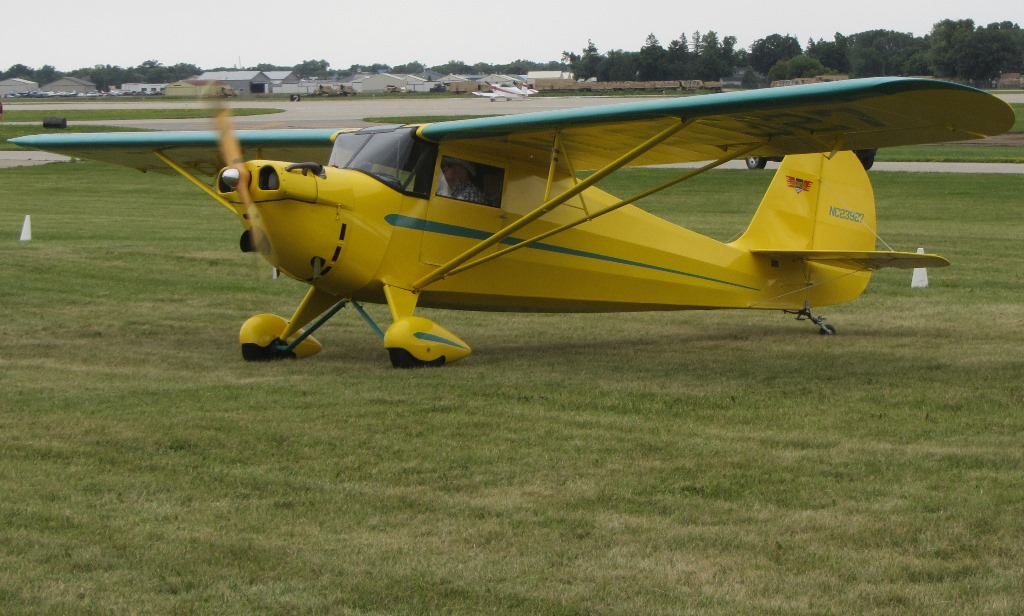
Aeronca 65C

Aeronca est une entreprise de construction aéronautique américaine fondée en 1928 pour produire des avions légers. Cette activité a cessé en 1951, l’entreprise étant aujourd’hui sous-traitant de grands groupes comme Boeing, Northrop, Lockheed ou Airbus.

## La baignoire volante
Aeronautical Corporation of America (Aeronca en abrégé) a été créé le 11 novembre 1928 à Lunken Airport, Cincinnati, dans l’Ohio, par la famille Lunken. Aeronca bénéficiait du soutien financier et politique de la famille Taft : Robert A.Taft, futur sénateur de l’Ohio et membre de la Cour suprême des États-Unis en était un des directeurs. La nouvelle entreprise n’ayant pas d’avion à construire, un accord fut passé avec Jean A. Roché, qui céda à Aeronca les droits de production du Roché Original, un monoplan à moteur 2 cylindres plus connu sous son surnom : The Flying Bathtub (La baignoire volante). Aeronca a été la première entreprise américaine à produire en série un avion léger destiné à l’aviation sportive, l’Aeronca C-2.
Le biplace Aeronca C-3 fit son apparition en 1931 et en 1935 sortit de chaîne le 500e avion de l’entreprise. L’Aeronca L à cabine fermée apparut en 1935, mais le véritable successeur du C-2 fut l’Aeronca K Scout sorti en 1937.

## De Lunken Airport à Middletown
En 1937, une inondation ravagea Lunken Airport, détruisant l’usine Aeronca, l’outillage et la majorité des liasses d’origine. Un déménagement s’imposait et l’entreprise s’installa à Middletown, toujours dans l’Ohio, où elle se trouve toujours aujourd’hui. On en profita pour changer le système de désignation des avions. C'est donc de la nouvelle usine de Middletown que sortirent les Aeronca 50 et Aeronca 65 en 1938. Devenu en 1941 Aeronca Aircraft Corporation, l'entreprise allait produire sous licence durant la Seconde Guerre mondiale des Fairchild PT-19 et PT-23, mais aussi des appareils dérivés du Model 65 : 250 planeurs Aeronca TG-5 et plus de 1 400 L-3 Grasshopper.

## L'après-guerre
Le 18 octobre 1945 fut certifié le Model 7AC Champion, qui connut un succès phénoménal. Ce biplace en tandem utilisait des éléments du Model 65, tout comme le biplace côte à côte Model 11AC Chief. Ces deux modèles sortaient d’usine à la cadence de 50 exemplaires par jour en 1950 et près de 8 000 ‘Champ’ et 2 000 Chief furent vendus. Successeur du L-3, le L-16 fut très largement utilisé durant la Guerre de Corée et en 1947 apparut le Model 15 Sedan à voilure entièrement métallique. Ce sera le dernier avion construit par Aeronca.
Dès 1949, Aeronca s’était posé comme sous-traitant, produisant des sous-ensembles d’Helioplane pour Helio Corp. La production d’avions légers cessa en mars 1951, 17 408 avions de 55 modèles différents ayant été construits. Les droits sur le Champion furent vendus en 1953 à Champion Aircraft Corporation à Osceola, Wisconsin.

## Aeronca aujourd’hui
Aeronca a été une des premières entreprises à s’intéresser aux matériaux nid d’abeille et aux structures résistantes à la chaleur pour l’aéronautique et l’espace. L’entreprise a donc joué un rôle essentiel dans la réalisation de la capsule Apollo, produisant en particulier son bouclier thermique.
Aeronca Inc est aujourd'hui[Quand ?] une division du groupe Magellan Aerospace (en) et produit des capots-moteur pour Boeing ou Airbus, des ailettes pour les missiles Raytheon, des pièces mécaniques pour les véhicules à coussin d’air de l’US Navy…